# Ustād
Ustād (persisch استاد, DMG ustād, auch arabisch أُستاذ, DMG ustāḏ ‚Lehrmeister, Meister‘; Plural اساتيد, DMG asātīd bzw. اساتيذ, DMG asātīḏ) ist ein Ehrentitel, der auf das mittelpersische Wort awestād zurückgeht. Im heutigen iranischen Persischen wird dieser Begriff ostād ausgesprochen oder auch zu ostā (استا) bzw. ustā verkürzt. Daneben ist er in zahlreiche andere orientalische Sprachen exportiert worden, so in das Hindi (Devangari: उस्ताद / ustād), das Bengalische (ওস্তাদ / ostād), das Indonesische (ustadz) und das Türkische (usta). 
Während im indo-persischen Sprachraum angesehene Musiker mit jahrzehntelanger (mindestens 30-jähriger) Erfahrung mit diesem Titel geehrt werden, vergleichbar einem Maestro, sowie Künstler, Lehrer oder Handwerker, wird der Titel in Indonesien vor allem für islamische Religionslehrer verwendet. In der Türkei ist bei den Nurcus Üstad die gängigste Bezeichnung für ihren religiösen Führer Said Nursî. In Ägypten wie auch in Iran bezeichnet der Begriff Ustāḏ/Ostād heute auch einen Universitätsprofessor, im Maghreb dagegen einen gewöhnlichen Lehrer. In der modernen arabischen und persischen Umgangssprache wird der Begriff außerdem als Höflichkeitsanrede für gebildete Personen verwendet.